# 1. slovenská národní fotbalová liga 1982/1983
V soubojích 14. ročníku 1. slovenské národní fotbalové ligy 1982/83 se utkalo 16 týmů dvoukolovým systémem podzim–jaro.

## Konečná tabulka
Zdroj: 
| Poř. | Tým                               | Z  | V  | R  | P  | VG | OG | B  |
| ---- | --------------------------------- | -- | -- | -- | -- | -- | -- | -- |
| 1.   | Dukla Banská Bystrica             | 30 | 22 | 4  | 4  | 63 | 24 | 48 |
| 2.   | DAC Poľnohospodár Dunajská Streda | 30 | 19 | 6  | 5  | 62 | 31 | 44 |
| 3.   | Slovenský hodváb Senica           | 30 | 15 | 7  | 8  | 38 | 30 | 37 |
| 4.   | Zemplín Vihorlat Michalovce       | 30 | 13 | 7  | 10 | 34 | 35 | 33 |
| 5.   | ZŤS Košice                        | 30 | 10 | 11 | 9  | 36 | 32 | 31 |
| 6.   | ZŤS Petržalka                     | 30 | 13 | 4  | 13 | 51 | 47 | 30 |
| 7.   | Slavoj Poľnohospodár Trebišov     | 30 | 11 | 8  | 11 | 29 | 28 | 30 |
| 8.   | Vagónka Poprad                    | 30 | 11 | 8  | 11 | 31 | 30 | 30 |
| 9.   | Baník Prievidza                   | 30 | 11 | 6  | 13 | 37 | 40 | 28 |
| 10.  | Chemlon Humenné                   | 30 | 10 | 8  | 12 | 36 | 48 | 28 |
| 11.  | Slovan Agro Levice                | 30 | 10 | 6  | 14 | 40 | 42 | 26 |
| 12.  | Iskra Matador Bratislava          | 30 | 10 | 5  | 15 | 43 | 55 | 25 |
| 13.  | Spartak ZŤS Dubnica nad Váhom     | 30 | 10 | 5  | 15 | 29 | 42 | 25 |
| 14.  | TTS Trenčín                       | 30 | 8  | 7  | 15 | 40 | 45 | 23 |
| 15.  | TJ ZŤS Martin                     | 30 | 9  | 4  | 17 | 31 | 51 | 22 |
| 16.  | VSŽ Košice                        | 30 | 6  | 8  | 16 | 23 | 43 | 20 |

Poznámky:
- Z = Odehrané zápasy; V = Vítězství; R = Remízy; P = Prohry; VG = Vstřelené góly; OG = Obdržené góly; B = Body

|  | 1. československá fotbalová liga 1983/84    |
|  | 2. slovenská národní fotbalová liga 1983/84 |

## Soupisky mužstev

### Dukla Banská Bystrica
Vladimír Figura (1/0),
Ferdinand Jurkovič (7/0),
Marián Magdolen (15/0),
Jozef Michálek (8/0) –
Peter Bartoš (21/1),
Jaroslav Boroviak (13/2),
Marián Brezina (29/7),
Alexander Cabaník (20/4),
Peter Fieber (22/0),
Daniel Filus (1/0),
Ján Kocián (29/7),
Milan Krupčík (23/0),
Karel Kula (17/2),
Vlastimil Kula (21/5),
Milan Kušnír (17/3),
Miroslav Labun (6/0),
Jozef Majzlík (28/6),
Peter Matovič (9/1),
Milan Nemec (29/22),
Jozef Oboril (25/1),
Dezider Siládi (13/1),
Igor Šrámka (13/0),
Miloš Targoš (20/0) −
trenér Jozef Adamec, asistenti Anton Hrušecký a František Vavrinčík

### DAC Poľnohospodár Dunajská Streda
Ján Veselý (30/0) –
Juraj Audi (30/5),
Jozef Bors (9/0),
Jozef Brosz (9/1),
František Duba (2/0),
Ondrej Fodor (14/1),
Koloman Gögh (28/7),
Gabriel Hornyák (24/2),
Vojtech Horváth (13/2),
Ján Hudák (1/0),
Jozef Kováč (21/4),
Ľubomír Korbela (22/1),
Karol Krištof (30/1),
Jozef Laincz (30/1),
Pavol Leškiv (22/2),
Juraj Majoroš (30/12),
František Németh (1/0),
Viliam Sipos (12/0),
Jozef Šajánek (24/2),
Ladislav Tóth (28/5) −
trenér Juraj Szikora, asistent Gustáv Školek (od 1. 1. 1983 Koloman Gögh)

### Slovenský hodváb Senica
Jozef Žitný (30/0) –
Štefan Belík (12/2),
Miroslav Brezovský (30/1),
Viktor Buzay (21/1),
Jozef Čechvala (24/0),
Vladimír Gerič (18/0),
Ján Hodúr (25/5),
Miloš Malárik (26/9),
Peter Miklošek (4/0),
Karol Pavlák (8/0),
Miroslav Petráš (1/0),
Miroslav Reha (30/1),
Jozef Režnák (26/13),
Jozef Sloboda (10/0),
Jaroslav Šamír (27/5),
Jozef Šuran (25/1),
Jozef Uhlár (5/0),
Milan Vach (4/0),
Dušan Vrťo (24/0),
Milan Zíšek (29/3),
Miroslav Zuzčin (1/0) –
trenér Stanislav Jarábek, asistent Ján Baďura

### Zemplín Vihorlat Michalovce
Juraj Jacko (2/0),
Ladislav Zupko (28/0) –
Ervín Bakajsa (2/0),
Milan Bakajsa (22/2),
Štefan Bakajsa (27/0),
Ľubomír Čižmár (2/0),
Miroslav Fabián (25/2),
Ján Harbuľák (25/3),
Štefan Hudák (5/0),
Michal Ihnát (6/0),
Vojtech Juraško (29/0),
Jaroslav Kútny (1/0),
Miroslav Paško (28/1),
Jozef Porvaz (27/1),
Ján Rovňák (8/0),
Viktor Rovňák (22/0),
Július Sabó (1/0),
Pavol Sütö (24/6),
Vladimír Vankovič (29/13),
Ján Varga (16/0),
Michal Varga (26/1),
Jozef Žarnay (24/5) –
trenér Štefan Nadzam, asistent Štefan Potoma

### ZŤS Košice
Teodor Arendarčik (1/0),
Tibor Matula (30/0) –
Bohumil Andrejko (29/12),
Andrej Babčan (29/5),
Ján Čorba (25/0),
Alojz Fedor (23/3),
Jozef Ferenc (5/0),
Milan Ferančík (24/1),
Ján Gajdoš (3/0),
Florián Horňák (6/0),
Ladislav Jakab (6/0),
Peter Jacko (6/0),
Ján Kuchár (26/1),
Ladislav Lipnický (29/1),
Vladimír Marchevský (29/8),
Vincent Marcinko (1/0),
Peter Sabol (1/0),
Michal Szalai (5/0),
Miroslav Sopko (25/0),
Štefan Švaňa (28/0),
Ladislav Tamáš (27/0),
Zoltán Tomko (7/2),
Dušan Ujhely (16/4) –
trenér Vladimír Hrivnák (od 1. 1. 1983 František Skyva), asistent Andrej Daňko

### ZŤS Petržalka
Jozef Durdík (2/0),
Antonín Valíček (28/0) –
Vladimír Bechera (27/11),
Stanislav Blecha (11/2),
Marián Elefant (12/1),
Jozef Fedor (4/0),
Zdeno Jánoš (7/1),
Ondrej Kadák (26/7),
Pavol Kozáčik (1/0),
Jozef Kubica (26/2),
Ľubomír Kunert (3/0),
Ľudovít Lancz (19/3),
Miloš Lintner (1/0),
Dušan Magula (18/5),
Ján Maslen (17/0),
Pavol Matuška (14/3),
Peter Pavlovič (28/1),
Marián Pochaba (28/11),
Ľuboš Rábel (1/0),
Emil Stranianek (13/0),
Pavol Šebo (29/1),
Marián Ševčík (13/1),
Ľubomír Švirloch (25/0),
Imrich Tóth (11/2),
Ľubomír Zrubec (26/0) –
trenér Anton Urban (v závěru jara Tomáš Nitka), asistent Eugen Kasana

### Slavoj Poľnohospodár Trebišov
Milan Dziak (1/0),
Anton Jánoš (14/0),
Jaroslav Olejár (17/0) –
Zoltán Breuer (25/0),
Alexander Comisso (18/2),
Stanislav Čech (22/3),
Viktor Daňko (14/0),
Peter Fekete (1/0),
Miroslav Feňák (1/0),
Gabriel Gojdič (24/6),
Barnabáš Hami (2/0),
Stanislav Izakovič (14/0),
Milan Jakim (17/2),
Pavol Jakubko (7/1),
Milan Juhás (23/0),
Ladislav Juhász (30/1),
Juraj Kolesár (2/0),
Pavol Kretovič (23/2),
Ján Novák (12/1),
Marián Paholok (11/0),
Michal Sokirka (11/0),
Jaroslav Soták (1/0),
Štefan Taššo (8/0),
Štefan Tóth (14/3),
Ladislav Vankovič (10/5),
Štefan Voroňák (29/0),
Ján Zátorský (16/0),
Ján Zuzčin (17/1) –
trenér Vojtech Malaga (od jara Jozef Tarcala), asistent Pavol Kövér

### Vagónka Poprad
Milan Mikuláško (26/0),
Miroslav Užík (4/0) –
Štefan Bača (12/0),
Martin Benko (23/7),
Peter Čulík (3/0),
Ján Ďurica (27/1),
Ján Chmura (29/1),
Marián Janas (29/1),
Marián Jozef (2/0),
Peter Kiska (6/0),
Pavol Milčák (8/0),
Vladimír Motko (28/0),
František Rams (10/0)
Miroslav Regec (27/1),
Ladislav Ritter (6/0),
Jozef Sobota (28/6),
Jozef Šálka (14/3),
Ján Šoltis (9/0),
Dušan Uškovič (30/8),
Vladimír Valuš (5/0),
Milan Zajac (1/0),
Daniel Zaťko (25/2),
Ľubomír Zvoda (29/1) –
trenér Emil Bezdeda

### Baník Prievidza
Ján Mucha (17/0),
Michal Šimko (14/0) –
Juraj Bátora (17/0),
Vladimír Ekhardt (24/5),
Július Gebrin (11/0),
Jaroslav Gramblička (3/0),
Dušan Chromý (2/0),
Marián Krejčík (8/0),
Michal Kuzma (24/2),
Milan Oršula (19/1),
Milan Peciar (24/2),
Ľubomír Pisár (18/3),
Pavol Poruban (22/0),
Rudolf Rozemberg (20/0),
Jozef Sluka (14/1),
Dušan Šebík (2/0),
Jaroslav Šebík (25/11),
Vladimír Šlosár (30/3),
Pavol Tkáč (24/2),
Emil Turček (29/4),
Anton Žember (30/2) –
trenér Jozef Balažovič

### Chemlon Humenné
Jozef Dzurov (26/0),
Emil Petko (5/0) –
František Čajak (1/0),
Jozef Čerhit (15/0),
Štefan Čirák (15/0),
Milan Danko (15/3),
Pavol Diňa (29/7),
Jozef Ferenc (4/1),
Ján Grec (5/0),
Imrich Jenčík (4/0),
Dezider Karako (28/5),
Michal Kopej (27/2),
Ján Molka (15/5),
Andrej Mycio (2/0),
Pavol Mycio (23/0),
Ján Petrovaj (18/0),
Ján Pituk (20/0),
Pavol Roman (21/4),
Vladimír Sivý (28/0),
Michal Skála (27/3),
Pavol Suško (11/0),
Michal Szcygieľ (30/6),
Ľubomír Uhrin (6/0),
Jaroslav Varchola (3/0) –
trenér Štefan Šimončič (od 1. 1. 1983 Michal Čopák), asistent Michal Sluk

### Slovan Agro Levice
Pavol Čaladík (15/0),
Viliam Kulcsár (13/0),
Jozer Záhorský (2/0) –
Ľubomír Bartovič (26/10),
Jaroslav Brázdik (14/3),
Štefan Calpaš (6/0),
Milan Fekiač (13/0),
Ľudovít Haris (22/3),
Miroslav Chlpek (13/1),
Jozef Chovanec (28/2),
Jozef Ivančík (27/8),
Ondrej Jobko (29/1),
Miloš Klinka (10/0),
Jozef Kocián (16/0),
Ladislav Meszáros (9/1),
Milan Paliatka (15/1),
Ján Prištiak (2/0),
Jozef Remeň (1/0),
Štefan Slanina (30/3),
Miroslav Svýba (22/0),
Ervín Szalma (7/0),
Ľubomír Šindler (6/0),
Jaroslav Ťažký (14/4),
Peter Valkovič (19/3),
Vincent Valkovič (8/0) –
trenér Michal Pucher, asistent Eugen Černák

### Iskra Matador Bratislava
Pavol Gábriška (1/0),
Igor Holub (14/0),
Jozef Korytár (9/0),
Ľuboš Ondriáš (7/0) –
Marián Bernáth (3/0),
Jozef Brath (18/1),
Oliver Čejko (14/3),
Marián Fiantok (22/4),
Peter Gramblička (10/3),
Vladimír Husárček (12/0),
František Kalmán (24/8),
Ladislav Kasper (13/0),
Libor Koník (26/5),
Marián Kudlík (15/2),
Jaroslav Milan (28/4),
Peter Slovák (27/4),
Boris Šimkovič (8/0),
Igor Šrámka (9/2),
Ivan Štulajter (4/0),
Rafael Tománek (29/0),
Zoltán Tóth (13/0),
Alfonz Višňovský (29/1),
Jozef Wolf (18/4),
Marián Wolfshändl (29/2) –
trenér František Urvay (od 1. 1. 1983 Stanislav Kadleca), asistent Július Mrva

### Spartak ZŤS Dubnica nad Váhom
Milan Beharka (28/0),
Ferdinand Poljak (2/0),
Miloš Volešák (1/0) –
Ľudovít Baďura (27/2),
Jozef Berec (4/0),
Štefan Bobot (27/2),
Miroslav Čatár (20/7),
Štefan Černík (27/1),
Jaroslav Dekýš (5/0),
Jozef Hatnančík (25/2),
Štefan Kopačka (26/1),
Milan Kostolný (19/5),
Ján Križko (29/2),
Štefan Kunštár (16/1),
Peter Lonc (16/0),
Ladislav Mackura (30/6),
Jaroslav Mazáň (19/0),
Marián Mecele (28/0),
Milan Meliš (19/0),
Ján Otáhel (2/0),
Štefan Zábojník (12/0) –
trenér František Katerinčin, asistent František Smak

### TTS Trenčín
Adrián Hubek (5/0),
Vladimír Kišša (23/1),
Ivan Závracký (2/0) –
Vladimír Bednár (10/0),
Miloš Belák (22/3),
Ivan Bilský (26/5),
Jaroslav Hodúl (28/0),
Tibor Chobot (26/9),
Libor Janiš (29/0),
Jaroslav Jurkovič (11/2),
Miloš Jonis (2/0),
Stanislav Kačic (4/0),
Alexander Kovács (25/2),
Ľubomír Kulich (29/2),
Stanislav Marcinát (9/0),
Ivan Minárik (6/0),
Tibor Plichta (27/2),
Vladimír Poruban (13/1),
Štefan Raušlo (18/2),
Ján Tatiersky (18/0),
Jaroslav Ťažký (12/4),
Marián Valach (24/2),
Jozef Vanin (9/2) –
trenér Oldřich Bříza (v průběhu podzimu Vojtech Masný), asistent Stanislav Jelínek

### TJ ZŤS Martin
Milan Hazucha (15/0),
Jaroslav Karolčík (14/0),
Ján Staník (2/0) –
Vladimír Ančic (18/1),
Milan Bielik (30/4),
Ján Diabelko (1/0),
Milan Hanzel (3/0),
Jozef Huťka (30/4),
Vladimír Huťka (15/0),
Jozef Chudík (9/0),
Michal Ivan (27/4),
Ivan Kalnický (11/2),
Dušan Korbačka (7/1),
Miroslav Kovanič (26/0),
Ján Kubík (1/0),
Ľubomír Kunert (12/3),
Jozef Laščík (3/0),
Igor Lavrenčík (1/0),
Marián Lavrenčík (8/0),
Milan Macho (24/0),
Jozef Mojto (14/1),
Ladislav Németh (9/0),
Ivan Nemčický (29/3),
Ľudovít Puvák (15/1),
Ľudovít Sklenský (12/0),
Ján Solár (28/7),
Milan Tomek (4/0),
Ladislav Topercer (6/0),
Jaroslav Ürge (10/0) –
trenér Štefan Hojsík (od 1. 1. 1983 Ľudovít Hojný), asistent František Karkó

### VSŽ Košice
Anton Flešár (13/0),
Eleg Jakubička (18/0) –
Ján Andráš (6/0),
Gabriel Beňko (4/0),
Roman Berta (1/0),
Jozef Ďurko (28/7),
Pavol Golenya (1/0),
Jaroslav Gorej (3/1),
Igor Holeš (15/4),
Václav Chovanec (5/0),
Karol Kisel (29/0),
Igor Krajňák (18/0),
Ján Máčaj (27/1),
Gabriel Nagy (21/3),
Ján Piatko (23/0),
Jaroslav Polomský (2/0),
Jaroslav Rybár (8/0),
Ladislav Sabol (11/3),
Štefan Sabol (22/0),
Miroslav Semaník (3/0),
Miroslav Tóth (23/0),
Vladimír Valach (29/0),
Rudolf Varga (29/1),
Tibor Vasiľ (9/1),
Ľudovít Žitňár (28/2) –
trenér Fridrich Hutta, asistent Anton Flešár